# Kroatien ved sommer-OL 2012
Kroatien deltog under Sommer-OL 2012 i London som blev arrangeret i perioden 27. juli til 12. august 2012.

## Medaljer
| 2012 London | Guld | Sølv | Bronze | Total |
| Kroatien    | 3    | 1    | 2      | 6     |